# Chambon (Gard)
Chambon település Franciaországban, Gard megyében. Lakosainak száma 262 fő (2022. január 1.). Chambon Malbosc, Chamborigaud, Génolhac, Peyremale, Portes, Sénéchas és La Vernarède községekkel határos.

## Népesség
A település népességének változása:
| Lakosok száma | 273  | 183  | 196  | 271  | 298  | 278  | 266  | 261  | 257  | 262  |
|               | 1968 | 1982 | 1990 | 2006 | 2013 | 2015 | 2017 | 2019 | 2020 | 2022 |